# Sound of Music (album)
 (novembre 2024).
La mise en forme du texte ne suit pas les recommandations de Wikipédia : il faut le « wikifier ».
Les points d'amélioration suivants sont les cas les plus fréquents. Le détail des points à revoir est peut-être précisé sur la page de discussion.
- Les titres sont pré-formatés par le logiciel. Ils ne sont ni en capitales, ni en gras.
- Le texte ne doit pas être écrit en capitales (les noms de famille non plus), ni en gras, ni en italique, ni en « petit »…
- Le gras n'est utilisé que pour surligner le titre de l'article dans l'introduction, une seule fois.
- L'italique est rarement utilisé : mots en langue étrangère, titres d'œuvres, noms de bateaux, etc.
- Les citations ne sont pas en italique mais en corps de texte normal. Elles sont entourées par des guillemets français : « et ».
- Les listes à puces sont à éviter, des paragraphes rédigés étant largement préférés. Les tableaux sont à réserver à la présentation de données structurées (résultats, etc.).
- Les appels de note de bas de page (petits chiffres en exposant, introduits par l'outil «  Source ») sont à placer entre la fin de phrase et le point final[comme ça].
- Les liens internes (vers d'autres articles de Wikipédia) sont à choisir avec parcimonie. Créez des liens vers des articles approfondissant le sujet. Les termes génériques sans rapport avec le sujet sont à éviter, ainsi que les répétitions de liens vers un même terme.
- Les liens externes sont à placer uniquement dans une section « Liens externes », à la fin de l'article. Ces liens sont à choisir avec parcimonie suivant les règles définies. Si un lien sert de source à l'article, son insertion dans le texte est à faire par les notes de bas de page.
- La présentation des références doit suivre les conventions bibliographiques. Il est recommandé d'utiliser les modèles {{Ouvrage}}, {{Chapitre}}, {{Article}}, {{Lien web}} et/ou {{Bibliographie}}. Le mode d'édition visuel peut mettre en forme automatiquement les références.
- Insérer une infobox (cadre d'informations à droite) n'est pas obligatoire pour parachever la mise en page.

Pour une aide détaillée, merci de consulter Aide:Wikification.
Si vous pensez que ces points ont été résolus, vous pouvez retirer ce bandeau et améliorer la mise en forme d'un autre article.
Pour les articles homonymes, voir Sound of Music.
Sound of Music est le deuxième album studio du groupe punk The Adicts, sorti en novembre 1982 sur Razor Records,.

## Historique
L'album sort un an après le premier, Songs of Praise. Le nom de l'album est une référence au titre en anglais de la comédie musicale La Mélodie du Bonheur et du film du même nom.
L'album est réédité par Captain Oi! Records en 2002 et par SOS Records en 2006, chacun avec des titres bonus différents. En 2002, Taang! Records réédite l'album, ainsi que Smart Alex et des titres bonus, sous le nom de The Collection. Le même disque de Sound of Music, avec des titres bonus, est sorti séparément en 2004.

## Liste des pistes
Toutes les chansons ont été écrites par Keith Warren et Pete Davison, sauf indication contraire.
1. How Sad
2. 4-3-2-1
3. Chinese Takeaway
4. Johnny Was a Soldier
5. Disco
6. Eyes in the Back of Your Head
7. Joker in the Pack
8. Lullaby
9. My Baby Got Run Over by a Steamroller
10. A Man's Gotta Do
11. Let's Go
12. Easy Way Out
13. Shake Rattle, Bang Your Head

Titres bonus du CD sorti chezCaptain Oi! en 2002
1. You'll Never Walk Alone (Rodgers and Hammerstein)
2. Too Young
3. I Wanna Be Sedated (Ramones)

Titres bonus du CD sorti chez Taang ! en 2002
1. You'll Never Walk Alone (Rodgers & Hammerstein)
2. Too Young
3. The Odd Couple
4. Who Spilt My Beer?
5. Come Along
6. I Wanna Be Sedated (Ramones)
7. It's a Laugh
8. Zimbabwe Brothers Are Go

Bonus du CD sorti chez SOS en 2006
1. You'll Never Walk Alone (Rodgers & Hammerstein)
2. Too Young
3. Zimbabwe Brothers Are Go
4. Steamroller

## Personnel

### The Adicts
- Keith « Monkey » Warren – chant
- Pete « Pete Dee » Davison – guitare
- Mel « Spider » Ellis - basse
- Michael « Kid Dee » Davison – batterie

## Historique des versions
| Region | Date | Label               | Format | Catalog     | Notes                                                                    |
| ------ | ---- | ------------------- | ------ | ----------- | ------------------------------------------------------------------------ |
| UK     | 1982 | Razor Records       | LP     | RAZ 2       |                                                                          |
| US     | 1993 | Cleopatra Records   | CD     | CLEO 3315-2 |                                                                          |
| UK     | 1998 | Captain Oi! Records | CD     | AHOY CD 088 | Release with Smart Alex on one CD                                        |
| UK     | 2002 | Captain Oi! Records | CD     | AHOY CD 195 | Features three bonus tracks                                              |
| US     | 2002 | Taang! Records      | CD     | TAANG! 139  | The Collection, features Sound of Music and Smart Alex with bonus tracks |
| US     | 2004 | Taang! Records      | CD     | TAANG! 171  | Features seven bonus tracks                                              |
| US     | 2006 | SOS Records         | CD     | SOSR 6048   | Features four bonus tracks                                               |
| US     | 2008 | Taang! Records      | LP     | TAANG! 171  |                                                                          |